# Guerras bizantino-selyúcidas
Las guerras bizantino-selyúcidas o guerras romano-selyúcidas fueron una serie de decisivos eventos bélicos que cambiaron el equilibrio de poder en Asia Menor y Siria desde el Imperio bizantino hacia la dinastía selyúcida. Cabalgando desde las estepas de Asia Central, los turcos selyúcidas replicaron las tácticas practicadas por los hunos cientos de años antes contra un oponente de Roma similar, pero combinadas con un nuevo celo islámico. De diversas maneras, los turcos selyúcidas retomaron las conquistas de los musulmanes de las guerras árabo-bizantinas, iniciadas por los califatos Rashidun, omeya y abasí en el Levante, África del norte y Asia Menor.
En la actualidad, la batalla de Manzikert es considerada a menudo el momento crucial en el cual los bizantinos perdieron la guerra contra los turcos. Sin embargo, la calidad del ejército bizantino era cuestionable ya antes del año 1071: diferentes incursiones turcas pusieron en cuestión el sistema de themas. Incluso tras Manzikert, el gobierno bizantino sobre Asia Menor no terminó inmediatamente ni impusieron los turcos fuertes concesiones sobre sus oponentes. Llevó otros veinte años antes de que los turcos tomaran el control de toda la península de Anatolia, y tampoco por mucho tiempo.
Durante el curso de la guerra, los turcos selyúcidas y sus aliados atacaron el Califato fatimí de Egipto, capturaron Jerusalén y precipitaron la llamada a la Primera Cruzada. El apoyo cruzado al Imperio bizantino se mezcló con traiciones y saqueos, si bien los bizantinos lograron importantes avances durante esta cruzada. Cien años tras Manzikert, los bizantinos habían expulsado —con el apoyo de los cruzados— a los turcos de las costas de Asia Menor y extendido su influencia hasta Palestina e incluso Egipto. Posteriormente, los bizantinos fueron incapaces de obtener más ayuda, y la Cuarta Cruzada incluso llevó al saqueo de Constantinopla. Antes de que el conflicto se hubiera extinguido, los selyúcidas consiguieron apoderarse de territorio del debilitado Imperio de Nicea, hasta que el propio Sultanato fue conquistado por el Imperio mongol, lo que suscitó el ascenso de los ghazis y las posteriores guerras bizantino-otomanas.

## Orígenes
Los orígenes lejanos de las guerras se encuentran en la formación del Imperio Bizantino desde el derrumbe del Imperio Romano en el siglo IV. Antes de la formación del Imperio bizantino en el siglo III dC, el Imperio Romano enfrentó una grave crisis militar y política; Los asesinatos políticos y las campañas peligrosas llevaron a 32 emperadores a tomar y perder el poder dentro de los 50 años de la historia romana. Las cosas empeoraron con un problema económico y demográfico. La población del Imperio Romano comenzó a decaer en el siglo IV debido a la falta de conquista que llevó a la falta de esclavos, un grupo vital y significativo de personas en el Imperio. Las reformas de emperadores como Constantino I y Teodosio prolongaron el Imperio Romano pero, sin embargo, se dividió en la mitad oriental y occidental en 395 d. C. La mitad occidental (Imperio Romano Occidental) estuvo plagada de invasiones bárbaras, colapsando en 476 dC mientras que la mitad oriental sobrevivió y comenzó a sufrir helenización transformándose en lo que los historiadores etiquetan hoy como el Imperio Bizantino. A diferencia de la mitad occidental del Imperio Romano, la mitad oriental experimentó menos invasiones bárbaras, aunque se encontró con los Hunos y Persas, mantuvo a los bizantinos lo suficientemente ocupados como para no hacer intentos de recuperación en Occidente.
En los siglos VII y VIII, los bizantinos experimentaron varias invasiones árabes coordinadas por las que perdieron varias provincias vitales, como Egipto y el Levante . Un resurgimiento bizantino bajo la dinastía macedonia permitió a los bizantinos reconquistar partes de Siria y Mesopotamia; en particular, fueron los esfuerzos de Basilio II, que desde finales del siglo X hasta principios del siglo XI transformó el Imperio en el estado más poderoso del mundo medieval.
A pesar de esto, los bizantinos estaban lejos de estar seguros. Las décadas posteriores a la muerte de Basilio II vieron una larga serie de crisis y un grave debilitamiento de la autoridad imperial y el poder militar. Esto incluyó una crisis de sucesión y una serie de emperadores débiles bajo la influencia creciente de los burócratas en Constantinopla. Al mismo tiempo, los esfuerzos para contener a los ambiciosos aristócratas provinciales mantenidos a raya durante el reinado de Basilio II fracasaron. Con los éxitos del siglo anterior, el estado bizantino había adquirido más tierras y riqueza. El botín de guerra vio el enriquecimiento de la aristocracia militar. Cada vez más tierras propiedad de campesinos libres quedaron bajo el control de esta clase Dynatoi por diversos medios, desde la compra hasta la intimidación y el robo total. Una consecuencia importante de esto fue la reducción de la mano de obra disponible para servir en los ejércitos imperiales. A esto se sumó la rivalidad interna entre los burócratas y la aristocracia militar. Los burócratas trataron de reducir el poder y la probabilidad de que los aristócratas lanzaran rebeliones liberando el yeomanry del servicio militar en lugar de proporcionar ingresos fiscales. Esto puso aún más presión sobre la mano de obra necesaria para defender el territorio imperial. Las facciones se basaban cada vez más en mercenarios, pero estos soldados tan ambiciosos no eran confiables ni tenían leyes.
Durante los veinte años anteriores a 1070, en casi todos los años hubo al menos una rebelión importante, incluida una gran revuelta de armenios. Esto provocó que los ejércitos temáticos fueran arrastrados hacia el oeste o el este dependiendo de la rebelión y abrieron las fronteras a incursiones por parte de los asaltantes, ya fueran los jinetes de los Normandos de Sicilia o los Turcos de Asia Central o incluso los mercenarios que vagaban dentro del estado. Además, una combinación de competencia, rivalidad y traición entre los pretendientes al trono imperial vio al estado paralizado para lidiar con los muchos problemas que enfrenta el estado.
En 1070, durante la marcha en Manzikert, el estado bizantino se encontraba en una posición muy precaria, en gran parte de su propia creación, incluso al borde del colapso y no pudo proteger al Imperio contra amenazas externas. La mayor amenaza para el Imperio desde las invasiones árabes fueron los turcos. Los turcos eran muy parecidos a los antiguos enemigos de los bizantinos, los hunos. Combinando sus excelentes habilidades de conducción con el celo islámico, los turcos que se convirtieron al islam en los siglos VII y VIII se convertirían en un enemigo formidable para un estado cristiano en declive.
Mientras los bizantinos avanzaban contra los árabes en el siglo X, Persia era gobernada por los Gaznavidas, otro pueblo turco. La migración de los turcos Selyucidas a Persia en el siglo X llevó a los Gaznavidas a ser derrocados. Allí se establecieron y adoptaron la lengua y las costumbres persas. Los Selyucidas establecieron un dominio poderoso y capturaron Bagdad en 1055 del Califato abasí. El Califato Abasí a partir de ahora se convirtió en una simple figura en el mundo islámico. Los turcos Selyucidas, impulsados por su éxito anterior, lanzaron un ataque contra el Levante y contra el Egipto fatimí, que perdió Jerusalén en 1071.
Los encuentros entre los turcos Selyucidas y los bizantinos no se produjeron hasta después del reinado de Basilio II. Sin embargo, el resultado de otra guerra, las Guerras bizantino-georgianas, estuvo de alguna manera influenciada por las incursiones de los turcos selyucidas en Georgia, por lo que es improbable que fueran desconocidos.
Cuando los turcos Selyucidas se encontraron con los bizantinos, habían elegido un buen momento para atacar; Bizancio se enfrentó a un gobierno débil, mientras que el Califato Abasida había sido recientemente debilitado seriamente con sus guerras contra la dinastía fatimí.

## Conflictos iniciales 1064-1071

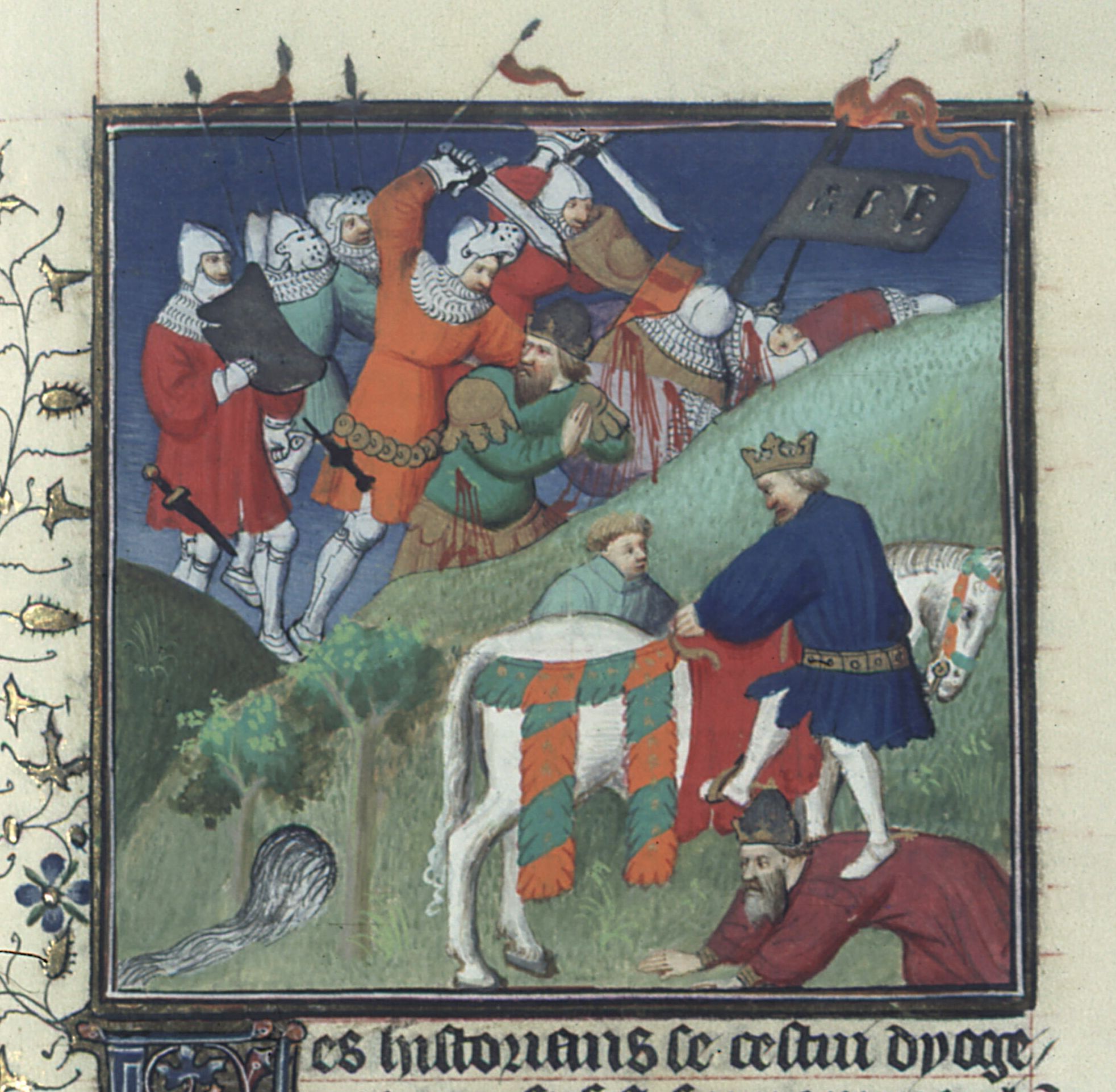
Una miniatura francesa que representa la batalla de Manzikert entre bizantinos y musulmanes bajo la bandera de los selyúcidas.

Desde principios del siglo XI, los Selyucidas de Asia central se habían expandido hacia el oeste, derrotando a varias facciones árabes y ocupando la base de poder del califato Abasí en Bagdad. Al mismo tiempo, el imperio bizantino estaba haciendo algunas ganancias en Siria. En 1067, los turcos invadieron Asia Menor atacando Cesarea y en 1069 Iconio. Un contraataque bizantino en 1069 llevó a los turcos a retirarse de estas tierras. Otras ofensivas del ejército bizantino hicieron retroceder a los turcos a través del Éufrates.
A pesar de esto, los turcos continuaron sus incursiones en Asia Menor, capturando Manzikert. El emperador bizantino Romano Diógenes lideró un ejército en un intento de dar un golpe decisivo contra los Selyucidas y agregar alguna justificación militar a su gobierno (que había visto la pérdida del sur de Italia a los Normandos). Durante la marcha, Alp Arslan, el líder de los turcos, se retiró de Manzikert. Su retirada táctica permitió a su ejército emboscar a los bizantinos, reclamando a Manzikert poco después. La victoria en sí dio lugar a pocas ganancias en el momento para los turcos Selyucidas , pero el caos civil que dio lugar al Imperio Bizantino permitió que los selyucidas y varios otros aliados turcos invadieran Asia Menor.

## Conquistas turcas 1071-1096
Después de Manzikert, los turcos se concentraron en sus ganancias territoriales orientales que fueron amenazadas por la dinastía fatimí en Egipto, aunque Alp Arslan alentó a otros turcos y vasallos aliados a establecer Beyliks en Asia Menor. Muchos bizantinos en ese momento no vieron la victoria como un desastre total y cuando los turcos comenzaron a ocupar el campo en Anatolia, también comenzaron a asaltar las ciudades bizantinas, no como conquistadores extranjeros sino como mercenarios solicitados por varias facciones bizantinas, el emperador incluso dio la defensa de la ciudad de Nicea a los turcos invasores en 1078.
El resultado de la guerra civil significó que los pretendientes al trono bizantino buscaron ayuda turca concediendo territorio bizantino. La pérdida de estas ciudades como Nicea y otra derrota en Anatolia llevaron a una prolongación de la guerra. El conflicto civil finalmente terminó cuando Alejo I Comneno, que había liderado ejércitos imperiales para derrotar revueltas en Asia Menor, se rebeló y se hizo con el trono bizantino en 1081. A pesar de las reformas de emergencia implementadas por Alejo, Antioquía y Esmirna se perdieron en 1084. Sin embargo, entre 1078 y 1084 la ciudad había estado en manos de Philaretos Brachamios, un renegado armenio. En 1091, las pocas ciudades bizantinas que quedaban en Asia Menor heredadas por Alejo también se perdieron. Sin embargo, todo no iba a terminar en derrota para Bizancio; en 1091, una invasión combinada Selyucida/Pechenego fue completamente derrotada, mientras que las invasiones normandas también se habían frenado, lo que permitió al Imperio concentrar sus energías contra los turcos. Los bizantinos pudieron así recuperar las islas del mar Egeo de Tzacas y destruir su flota, e incluso recuperar el litoral sur del Mar de Mármara en 1094.
En 1094, Alejo Comneno envió un mensaje al Papa Urbano II solicitando armas, suministros y tropas calificadas. En el Concilio de Clermont en 1095, el Papa predicó una Cruzada que debía emprenderse para capturar Jerusalén y, en el proceso, asistir al Imperio Bizantino que ya no podía proteger a la cristiandad del Este de la agresión islámica. Aunque las Cruzadas ayudarían al Imperio bizantino a reconquistar muchas ciudades vitales de Anatolia, también condujeron a la disolución del Imperio en 1204, tiempo durante el cual los bizantinos lucharon por aferrarse a sus territorios.

## Bizancio sobrevive: 1096–1118
Los primeros cruzados llegaron en 1096 tras la apelación de Alejo a Occidente. El acuerdo entre el emperador y los cruzados fue que cualquier ciudad bizantina recapturada de los turcos sería entregada al Imperio.
Esto fue beneficioso para los cruzados, ya que significaba que no tenían que vigilar ciudades capturadas y perder fuerza de tropa mientras mantenían sus líneas de suministro. Los bizantinos, a cambio, proporcionarían comida a los cruzados en un territorio hostil y las tropas de Alejo actuarían como una reserva para reforzarlos en cualquier situación peligrosa. Los cruzados empezaron por atacar Nicea el 6 de mayo de 1097. Kilij Arslan no pudo ayudar a los turcos allí debido al inmenso tamaño de los ejércitos de los cruzados; otra pequeña derrota el 16 de mayo convenció a Kilij Arslan de retirarse y abandonar la ciudad, que se entregó a los bizantinos el 19 de junio. Después de esto, una victoria decisiva en Dorylaeum dio a los cruzados un Asia Menor que estaba abierto al ataque: Sozopolis, Philomelium, Iconium, Antioquía de Pisidia, Heraclea y Cesarea todas cayeron ante los Cruzados y llegaron hasta Cilicia, donde se aliaron con el Reino Armenio.
Desafortunadamente para Alejo Comneno, los bizantinos no pudieron capitalizar completamente estas conquistas, y Cesarea regresó a Selyucidas como parte del Sultanato de Rum junto con otras ciudades como Iconium, la futura capital de los turcos selyucidas. Sin embargo, en una campaña en 1097 Juan Ducas, el megaduque y cuñado de Alejo, lideró las fuerzas terrestres y marítimas que restablecieron el control bizantino firme de la costa del mar Egeo y muchos distritos del interior de Anatolia occidental, tomando el control de las ciudades de Esmirna, Éfeso, Sardis, Filadelfia, Laodicea y Choma de los turcos desmoralizados.
Después de sus victorias, los cruzados continuaron asediando Antioquía, una ciudad bajo la ocupación turca. El sitio marcó el final de la asistencia de los cruzados a los bizantinos debido a las simulaciones de Esteban de blois. Kerbogha, el gobernador Selyucida de Mosul, tenía un enorme ejército de 75,000 soldados enviados para relevar a Antioquía; su fallido asedio a Edessa (una ciudad que había caído recientemente ante los cruzados) permitió a los cruzados capturar a Antioquía el 3 de junio de 1098, un día antes de la llegada de Kerbogah. A pesar de esto, las tropas de Kerbogah pudieron romper la ciudadela donde los combates viciosos y desesperados permitieron a los cruzados rechazar su ofensiva. En este punto, uno de los cruzados presentes, Esteban de Blois , desertó y llegó a Alejo Comneno y le advirtió que los cruzados habían sido destruidos y que el emperador bizantino se vio obligado a dar marcha atrás.
Como resultado de esta aparente deserción de Alejo I, los cruzados se negaron a devolverle Antioquía cuando lograron derrotar al ejército disperso de Kerbogah. Con este resentimiento, los Cruzados abandonaron en gran medida la asistencia a los bizantinos contra los Selyucidas y sus aliados. Una nueva Cruzada en 1101 para seguir los éxitos de la Primera terminó en la derrota total y la consolidación del poder Selyucida en Asia Menor con Iconium (la moderna Konya) como la capital del Sultanato.

## Contraataque bizantino: 1118–1176

### Juan II Comneno
La muerte de Alejo I llevó a Juan II Comneno al poder. Para entonces, los turcos selyúcidas se habían fracturado y se habían aliado unos con otros. Durante este tiempo, el Sultanato de Rum estaba ocupado luchando contra sus antiguos aliados, los Danisméndidas. Juan Comneno pudo usar esto para su ventaja mientras realizaba una serie de campañas en Anatolia y Siria. Juan capturó con éxito la costa sur de Anatolia hasta Antioquía, derrotó un intento de la familia Gabras de formar un estado separatista en Trebisonda y reconquistó el hogar ancestral de la familia Comneno en Kastamonu. A pesar de esto, la resistencia turca fue fuerte y Juan no logró capturar la capital turca en Konya, ni se llevaron a cabo todas sus conquistas: la ciudad de Gangra, capturada por Juan en la década de 1130, se perdió nuevamente ya que el emperador la había dejado con una guarnición de solo 2,000 hombres.
Juan dedicó un tiempo y esfuerzo considerables en una serie de campañas en Siria, que enfatizaban su dominio sobre los reinos cruzados locales, especialmente Edesa y Antioquía, pero no dieron como resultado ganancias territoriales a largo plazo para el Imperio bizantino. El emperador fortaleció al ejército bizantino reclutando nuevas divisiones y estableciendo nuevos castillos, fortificaciones y campos de entrenamiento en territorio bizantino. Sin embargo, la escala de recursos vertidos en sus campañas en Siria fue mucho mayor que en Anatolia, lo que sugiere que Juan consideraba el prestigio como más importante que la conquista a largo plazo. En 1143, un fatal accidente de caza del emperador Juan le robó a los bizantinos la oportunidad de lograr un mayor progreso.

### Manuel Comneno
Juan II murió en 1143, dejando al Imperio Bizantino un ejército fuerte, importantes reservas de efectivo y un prestigio mejorado. Sin embargo, el nuevo emperador, Manuel Comneno, dirigió gran parte de su atención a Hungría, Italia, Serbia y los estados cruzados en lugar de Anatolia. Si bien Manuel tuvo mucho éxito en derrotar los ataques contra el imperio y retener los Balcanes, su política en Italia fue un fracaso y el gasto generoso de su gobierno ha sido criticado, especialmente por el historiador bizantino Choniates. Durante este período, los turcos selyúcidas fueron capaces de someter a sus enemigos, los Danisméndidas al mando de Kilij Arslan II. Esto resultó en un poderoso estado turco centralizado con sede en Konya, dejando a los bizantinos en una posición peor de lo que habían estado bajo Juan II.
Por el momento, la política de Manuel no carecía de mérito, ya que el emperador estableció una coexistencia pacífica con el Sultán e inició medidas como permitir que los turcomanos paguen los pastos en tierras bizantinas, que claramente tenían la intención de disuadir las incursiones. Choniates también alabó el establecimiento del tema de Neokastra en la parte norte de la costa del mar Egeo, cerca de Pérgamo. Sin embargo, cuando Kilij Arslan se negó a entregar la ciudad de Sivas, lo que estaba obligado a hacer en virtud de un acuerdo anterior con Manuel, el emperador declaró la guerra en 1176 y dirigió un ejército muy grande estimado en alrededor de 30,000 hombres al territorio Selyucida con la intención de tomar su capital Iconium. Sin embargo, la fuerza bizantina fue emboscada en un puerto de montaña con las consiguientes grandes pérdidas para ambos lados. Esta batalla, la Batalla de Miriocéfalo, resultó en el abandono de la campaña de conquista bizantina.
La batalla fue tácticamente indecisa con ambos líderes interesados en buscar la paz. Después de esto, el ejército de Manuel continuó escaramuzando con los turcos en Anatolia, derrotándolos en una batalla más pequeña pero indecisa en el valle de Meandro. Independientemente de este pequeño respiro, Myriocéfalo tuvo implicaciones mucho más decisivas de lo que sugerirían las víctimas: no hubo más reconquista bizantina en Asia Menor después de 1176, dejando el proceso iniciado por Alejo incompleto en el mejor de los casos. Para los selyúcidas, la adquisición del territorio danismendida les dio una victoria, aunque una vez más los selyúcidas tuvieron que lidiar con las disputas vecinas que condujeron al tratado de paz solicitado por ambos líderes. Según los términos del tratado, Manuel se vio obligado a eliminar los ejércitos y fortificaciones publicadas en Dorylaeum y Sublaeum.
Sin embargo, Manuel se negó y cuando Kilij Arslan intentó hacer cumplir este tratado, un ejército turco invadió el territorio bizantino y saqueó una serie de ciudades bizantinas hasta la costa del mar Egeo, dañando el corazón del control bizantino en la región. Sin embargo, Juan Vatatzes, quien fue enviado por el emperador para repeler la invasión turca, obtuvo una victoria de emboscada sobre los turcos en la batalla de Hyelion y Leimocheir en el valle de Meandro. El comandante turco y muchas de sus tropas fueron asesinados mientras intentaban huir, y gran parte del botín fue recuperado, un evento que los historiadores han visto como una señal de que el ejército bizantino se mantuvo fuerte y que el programa defensivo del oeste de Asia Menor seguía siendo exitoso. Después de la victoria en el Meandro, el propio Manuel avanzó con un pequeño ejército para expulsar a los turcos de Panasium y Lacerium, al sur de Cotyaeum. Sin embargo, en 1178 un ejército bizantino se retiró después de encontrarse con una fuerza turca en Charax, lo que permitió a los turcos capturar mucho ganado. La ciudad de Claudiopolis en Bitinia fue asediada por los turcos en 1179, obligando a Manuel a dirigir una pequeña fuerza de caballería para salvar la ciudad y luego, incluso hasta 1180, los bizantinos lograron obtener una victoria sobre los turcos.
Sin embargo, la guerra continua tuvo un efecto grave sobre la vitalidad de Manuel; disminuyó en salud y en 1180 sucumbió a una fiebre lenta. Además, al igual que Manzikert, el equilibrio entre los dos poderes comenzó a cambiar gradualmente: Manuel nunca más atacó a los turcos y, después de su muerte, comenzaron a moverse más y más al oeste, más profundamente en territorio bizantino.

## Colapso bizantino 1180–1308
La muerte de Manuel I Comneno en 1180 no terminó con la dinastía Comneno, pero el hijo de Manuel demostró ser incapaz de mantener un imperio cargado de grandes gastos gracias a la extensa campaña de su padre. En 1183, Alejo II Comneno fue depuesto y reemplazado por Andrónico I Comneno. Sus intentos de continuar la militarización del imperio llevaron a su tortura, cegamiento, 3 días de humillación pública y finalmente la muerte en 1185. Incluso los Comneno resultaron falibles: Sozopolis, Ankara y Heraclea cayeron ante Kilij Arslan II, cosechando los beneficios de Myriocéfalo por fin.
Después de esta agitación, el Imperio Bizantino fue gobernado por una serie de emperadores corruptos y/o incapaces entre 1185 y 1204, que no pudieron proteger la frontera. El débil gobierno imperial bizantino llevó al Reino armenio de Cilicia y Antioquía a liberarse del vasallaje bizantino, este último lo hizo en 1180 y el primero estableció al Príncipe León II en el trono en 1187.
Mientras tanto, los estados cruzados en Palestina comenzaron a caer ante Saladino, lo que resultó en la Tercera Cruzada. Esto terminó en una oportunidad desperdiciada para el Sacro Imperio Romano y el Imperio Bizantino para lograr ganancias sustanciales en el Medio Oriente. El emperador bizantino Isaac II demostró aún más su incompetente gobierno al prometer a Saladino que evitaría que la Tercera Cruzada cruzara Anatolia (tenía poco poder militar para respaldar este acuerdo) y cuando permitió que la Tercera Cruzada pasara debido a la amenaza de Federico I, no pudo aprovechar el saqueo de Iconium por los cruzados que tenía el potencial de revertir la derrota en Myriocéfalo.
Para un imperio que estaba rodeado de enemigos, la caída de Bizancio se convirtió en una mayor probabilidad y en 1204 la ciudad de Constantinopla fue saqueada por soldados de la Cuarta Cruzada que llevaron al Imperio a otra era de caos. Los Selyúcidas de Rum bajo un nuevo Sultán Kaikosru I explotaron este evento y atacaron el puerto de Antalya en 1207 para capturarlo del debilitado estado sucesor bizantino Imperio de Nicea. Sin embargo, la situación cambió en 1210 cuando el propio Sultán fue asesinado en combate individual por el Emperador de Nicea en la Batalla de Antioquía del Meandro y desde entonces la frontera oriental se estabilizó más o menos. En 1243, la invasión de los mongoles rompió el poder Selyúcida en Anatolia. Tres años después, la muerte prematura de Kaikosru II colocó a sus tres hijos pequeños en el trono.  Las disputas civiles surgieron una vez más en el Sultanato de Rum permitiendo que el Imperio de Nicea recuperara Constantinopla de los latinos en 1261.  En 1283, el Sultanato de Rum tomó su parte de la guerra civil y en 1308 se disolvió; Iconium fue tomado algún tiempo después por los Karamánidas, otro pueblo turco.  El final del Sultanato no puso fin a los enfrentamientos entre los turcos y los bizantinos; El creciente poder de uno de los nobles del Sultanato, Osman (Uc Beg) dio origen a las Guerras bizantino otomanas, una continuación de los enfrentamientos entre los turcos y los bizantinos que finalmente condujo a la desaparición del Imperio bizantino y la dominación islámica en Anatolia.